# Gift (坂本真綾單曲)
《Gift》是坂本真綾的第二張單曲。

## 作品簡介
- 坂本所唱的（收錄於Soundtrack CD『「CLAMP學園偵探團」MINI SOUND TRACK』）被廣播劇『CLAMP學園偵探團』起用為主題曲，也因此決定用坂本的歌來當作電視動畫版的主題曲。[1]
- 為原創單曲中唯一沒有進Oricon排行榜的單曲。
- 2010年3月31日坂本真綾15周年紀念演唱會便以「Gift」當作演唱會的名稱，並以此曲當作開場曲目。[2]

## 收錄曲
（全作詞 - 岩里祐穗 / 作曲・編曲 - 菅野洋子）
1. Gift
  - 電視動畫『CLAMP學園偵探團』的片頭曲。
2. Gift（オリジナル・カラオケ）

## 關聯項目
- CLAMP學園偵探團
- 菅野洋子

## 註解
1. ↑  來源：日文版Wikipedia。
2. ↑  來源：http://www.cdjournal.com/main/special/sakamoto-maaya/533/4 （页面存档备份，存于）

## 外部連結
- （日語）單曲官網 （页面存档备份，存于）